# 寿春城遗址
寿春城遗址是楚国末期国都（郢）的遗址，即通常所称的楚都——寿春城，位于安徽省淮南寿县寿春镇。
楚国末期，楚考烈王二十二年（前241年），楚国国都东迁至寿春，命名为郢。或称寿郢。其后，由于历史变迁，城池湮灭，关于楚都寿春城所在，形成多种说法，一是今寿县县城说，二是今寿县西四十里说，三是今寿县西南四十里丰庄铺说。现代考古再度发现的寿春城遗址与今寿县城墙东、南、西三面基本重合。而寿春城遗存范围涉及今寿县、淮南市、长丰县三地。
1983年，安徽省文物考古研究所开始计划发掘楚都寿春城。1985年，在柏家台村发现大型宫殿遗址，列入1985年全国十大考古发现。1987年，安徽省文物考古研究所与安徽省地质研究所遥感站合作，识别出楚都寿春城的西、南城墙和城壕。2001年，公布为第五批全国重点文物保护单位。
至2005年时，已确定王室宫殿、庙宇、府库及政府机构所在，以及楚寿春城外的贵族、城市居民居住地。城池呈东北——西南向，推测东西长6.2千米，南北宽4.25千米，总面积约26.35平方千米。亦有学者对原先认定西、南、北城墙位置表示怀疑。认为楚寿春城体量应与南宋寿州城（周长8500多公尺）相当，总面积小于楚纪南故城（纪郢），大于陈楚故城（陈郢）。楚都宫城位于寿县城墙基址范围内。